# フェルベルク
フェルベルク (ドイツ語: Vellberg, ドイツ語発音: [ˈfɛlbɛrk]) は、ドイツ連邦共和国バーデン＝ヴュルテンベルク州北東部シュヴェービッシュ・ハル郡に属す郡所属市。

## 地理

### 位置
州内でも知られた保養地であるフェルベルクは、ビューラー川沿い、郡庁所在地のシュヴェービッシュ・ハルとクライルスハイムの間に位置している。

### 市の構成
この市には以下の地区がある。
- デュルッシング（住宅地）
- エシェナウ
- グロースアルトドルフ
- クラインアルトドルフ
- ヒルパート（戸数3戸の小集落）
- ローレンツェンツィンマー
- メルケルバッハ
- ラッポルデン（1970年から無人、1986年または87年から一棟の倉庫を残すのみ）
- シュテッケンブルク（教会と3軒の住宅）
- タールハイム
- フェルベルク

### 隣接する市町村
フェルベルクに隣接する市町村は、西から時計回りに、シュヴェービッシュ・ハル、イルスホーフェン、クライルスハイム、フランケンハルト、オーバーゾントハイム。以上の全市町村は、シュヴェービッシュ・ハル郡に属す。

## 歴史
この町は、1972年1月1日にグロースアルトドルフと合併した。

## 文化と見所

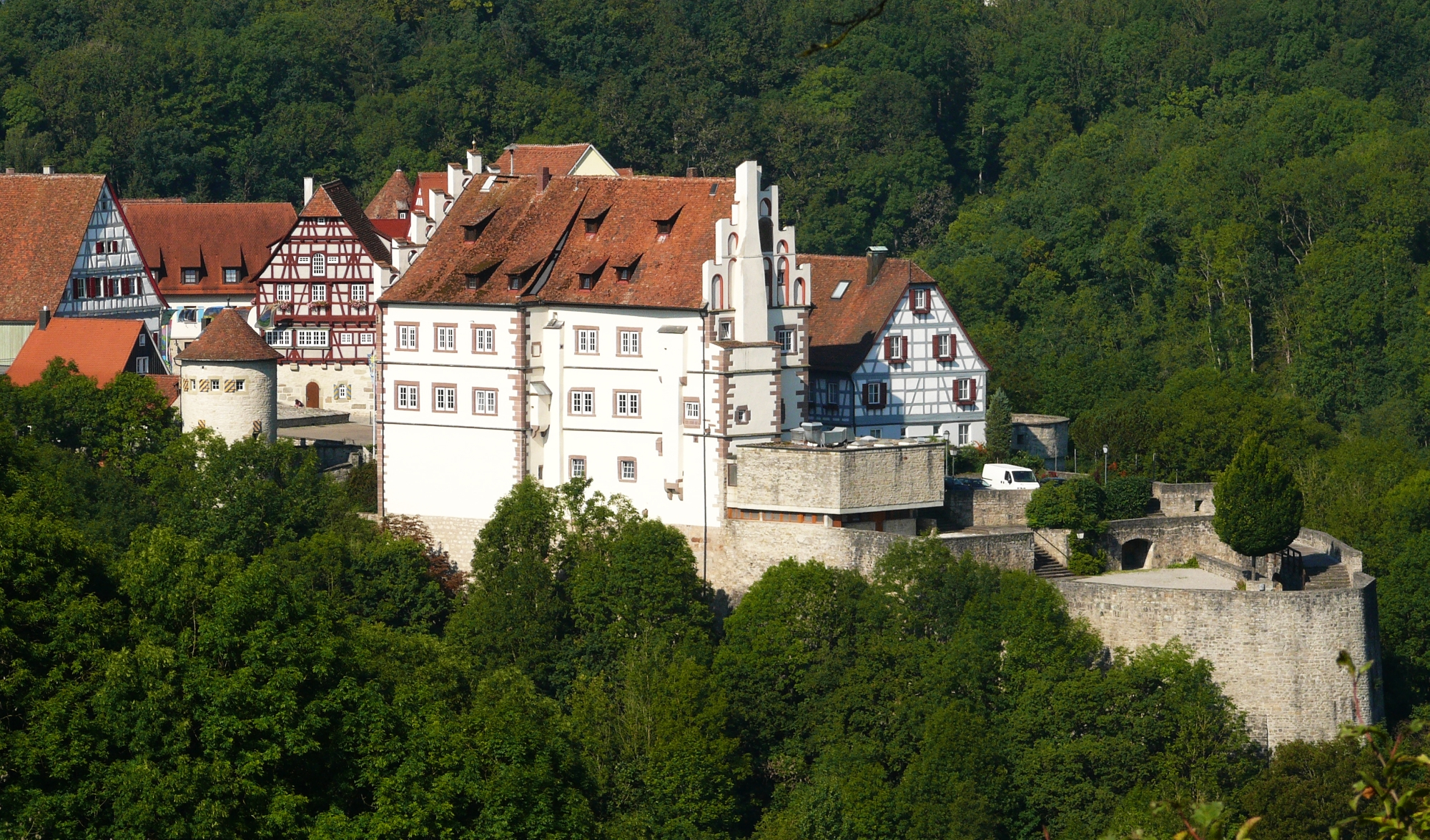
フェルベルク城

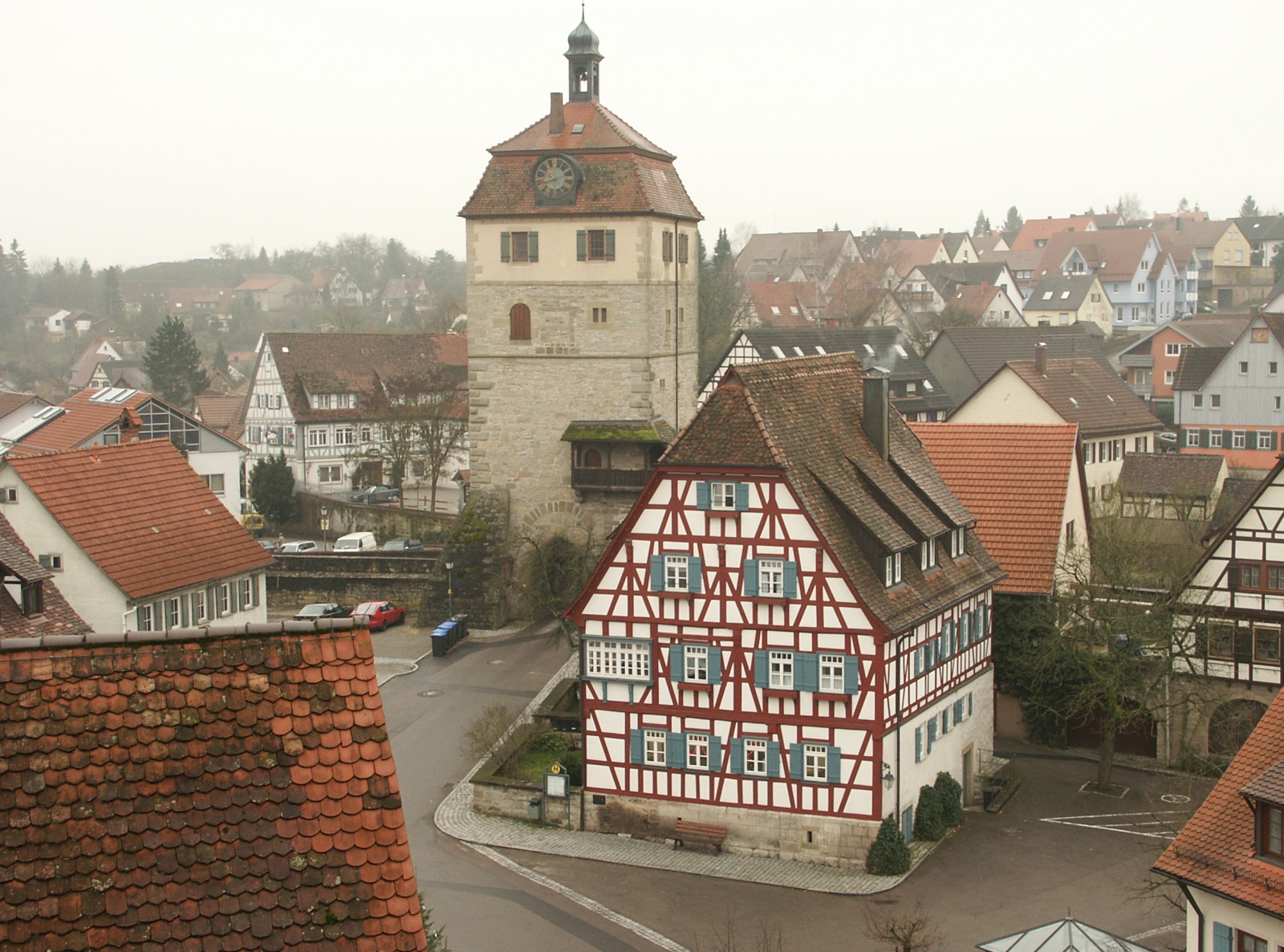
フェルベルク城の屋根から市街を望む

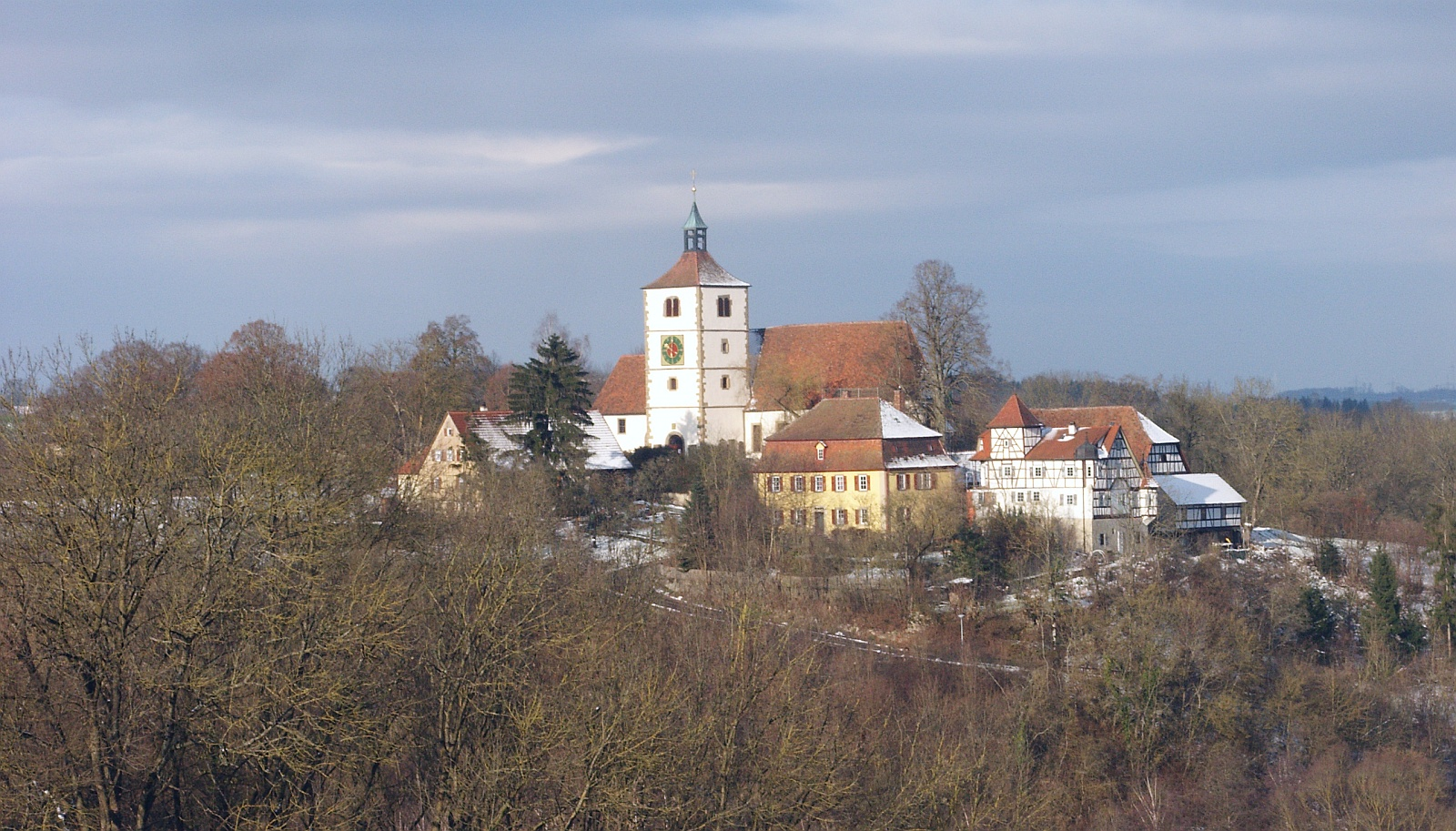
シュテッケンブルクのマルティン教会

### 博物館
- 市の濠にある郷土博物館（冬期は閉館）

### 年中行事
- ヴァインブルンネンフェスト（ワインの泉祭）: 毎年7月第1週の週末に開催される。
- クリストキントレスマルクト: 毎年12月第2週の週末に開催される。

## 人物

### 出身者
- アウグスト・ハルム（1869年 - 1929年）作曲家、音楽教育者。グロースアルトドルフ地区の生まれ。

## 引用
1. ↑  Statistisches Landesamt Baden-Württemberg – Bevölkerung nach Nationalität und Geschlecht am 31. Dezember 2023 (CSV-Datei)
2. ↑  Max Mangold, ed (2005). Duden, Aussprachewörterbuch (6 ed.). Dudenverl. p. 813. ISBN 978-3-411-04066-7

## 文献
- Hansmartin Decker-Hauff (Hrsg.): Vellberg, in Geschichte und Gegenwart Bd.I. Jan Thorbecke Verlag, Sigmaringen 1984, ISBN 3-7995-7625-8 (Thorbecke), ISBN 3-921429-26-9 (Histor. Verein für Württemberg, Franken)

この文献は、ドイツ語版の参考文献として挙げられていたものであり、日本語版作成時に直接参照してはいない。